# Гамсахурдия, Константин Звиадович
Константи́н Звиа́дович Гамсаху́рдия (груз. კონსტანტინე ზვიადის ძე გამსახურდია; род. 24 июня 1961 года, Тбилиси, Грузинская ССР) — грузинский государственный и политический деятель, старший сын первого президента Грузии Звиада Гамсахурдии.

## Биография
Родился 24 июня 1961 года в Тбилиси.
Получил образование в Тбилисском государственном университете, где окончил востоковедческий факультет, в дальнейшем окончил аспирантуру Тбилисского института востоковедения.
В январе 1992 года Звиад Гамсахурдия был свергнут в результате военного переворота, с этого времени Константин Гамсахурдия находился в эмиграции в Швейцарии, где занимался литературной и переводческой деятельностью.
В ноябре 2003 года в результате «революции роз» был свергнут пришедший на смену Звиаду Гамсахурдии Эдуард Шеварднадзе, после этого Константин Гамсахурдия вернулся в Грузию.
По возвращении основал и возглавил движение «Свобода», которое приняло участие в парламентских выборах, прошедших в марте 2004 года, но не преодолело семипроцентный барьер.
Заявлял о намерениях баллотироваться на пост президента Грузии, но так и не стал выдвигаться.
В феврале 2007 года потребовал от властей Грузии возбудить уголовное дело по факту гибели своего отца. В ноябре 2007 года принимал участие в оппозиционных митингах, требовавших отставки Михаила Саакашвили
На парламентских выборах в мае 2008 года был избран депутатом парламента Грузии, однако уже 12 июня отказался от депутатского мандата наряду с другими депутатами-оппозиционерами.
В сентябре 2009 года парламент Грузии принял поправки к конституции, которые позволяли ранее отказавшимся от своих мест оппозиционным депутатам восстановить свои депутатские мандаты. В октябре 2009 года было принято решение о создании парламентской комиссии по расследованию обстоятельств гибели Звиада Гамсахурдии, вскоре после этого Константин Гамсахурдия объявил о своём возвращении в парламент, в ноябре 2009 года он возглавил созданную комиссию по расследованию обстоятельств гибели своего отца. 
24 июня 2011 года утверждён на должности постоянного представителя Грузии в расположенных в Женеве двух агентствах ООН — Международном союзе электросвязи и Всемирной метеорологической организации, в связи с чем депутатские полномочия Гамсахурдии были прекращены.
Женат, имеет двоих сыновей.